# کلیسای ارتدکس بلغارستان
کلیسای ارتدکس بلغارستان (بلغاری: Българска православна църква) یا قانوناً پاتریارک‌نشین بلغارستان (به بلغاری: Българска патриаршия)، یک قلمرو قضایی خودمختار ارتدکس شرقی است. این کلیسا کهن‌ترین کلیسای ارتدکس اسلاوی است و دارای حدود ۶ میلیون عضو در بلغارستان و بین ۱٫۵ تا ۲ میلیون عضو در تعدادی از کشورهای اروپایی، آمریکا، استرالیا، نیوزیلند و آسیا است. این کلیسا در سال ۱۹۴۵ توسط پاتریارک‌نشین قسطنطنیه به عنوان خودمختار شناخته شد.